# Vessioli (Aksai)
Vessioli - Весёлый (rus) - és un khútor (una entitat de població) de l'óblast de Rostov, a Rússia, que en el cens del 2010 tenia 293 habitants, pertany al districte d'Aksai.